# Папочка отправляется на охоту (фильм, 1969)
Эта статья — о фильме 1969 года. О фильме 1925 года см. Папочка отправляется на охоту (фильм, 1925).
«Папочка отправляется на охоту» (англ. Daddy's Gone A-Hunting) — фильм-триллер канадского режиссёра Марка Робсона по сценарию Лоренцо Семпла, выпущенный в 1969 году. В главных ролях снимались Кэрол Уайт и Пол Бёрк, а также Скотт Хайлендс (впервые на экране) в роли главного злодея.
Музыку к фильму написал известный композитор Джон Уильямс.

## Сюжет
Кэти Палмер, молодая женщина из Британии, приезжает в Сан-Франциско. Там она встречает Кеннета Дейли, с которым у неё завязываются романтические отношения. Кэти становится беременной от Кеннета, но затем узнаёт другую сторону его личности. Она решает порвать с ним и совершает аборт.
Спустя некоторое время Кэти выходит замуж за амбициозного политика Джека. После того, как Кэти рожает ребёнка от Джека, в её жизнь возвращается Кеннет. Он требует, чтобы Кэти убила ребёнка в отместку за их разрыв.

## В ролях
- Кэрол Уайт — Кэти Палмер
- Пол Бёрк — Джек Бирнс
- Скотт Хайлендс — Кеннет Дэйли
- Мала Пауэрс — Мег Стоун
- Джеймс Сиккинг — Джо Менчелл
- Дэннис Патрик — доктор Паркингтон
- Рэйчел Эймс — медсестра
- Эдит Этуотер — медсестра (в титрах не указана)

В некоторых сценах в качестве дублёрши Кэрол Уайт выступала Сьюзан Сомерс.

## Критика
Роджер Эберт дал фильму три звезды, при этом раскритиковав сценарий, подбор актёров и актёрскую игру.